# Gare d’Issoire
Gare d’Issoire vasútállomás Franciaországban, Issoire településen.

## Vasútvonalak
Az állomást az alábbi vasútvonalak érintik:
- Saint-Germain-des-Fossés-Nîmes-Courbessac-vasútvonal

## Kapcsolódó állomások
A vasútállomáshoz az alábbi állomások vannak a legközelebb:
- Gare de Parent - Coudes - Champeix (Gare de Saint-Germain-des-Fossés, Saint-Germain-des-Fossés-Nîmes-Courbessac-vasútvonal)
- Gare du Breuil-sur-Couze (Gare de Nîmes, Saint-Germain-des-Fossés-Nîmes-Courbessac-vasútvonal)
- Gare de Clermont-La Pardieu
- Gare de Brassac-les-Mines - Sainte-Florine